# Midnight Librarians
Midnight Librarians („Mitternachtsbibliothekare“) ist ein amerikanischer Pornofilm aus dem Jahr 2002 von Jim Holliday. Es handelt sich um einen Pornospielfilm mit zwei episodischen Handlungssträngen, die hauptsächlich 1949 und in der Zukunft spielen.

## Handlung
Der Film beginnt mit einem Vorspann, der die von Chandler dargestellte Wanda June Canfield beim Sex auf einem Billardtisch mit einem von Dale DaBone dargestellten, in die folgende Handlung nicht weiter eingebundenen Mann zeigt. Es folgen die Opening Credits.
Die erste Szene nach dem Vorspann spielt in Hollywood, laut Texteinblendung an einem Dienstag im Jahre 1949. Die Privatdetektivin Troy wartet in ihrem Büro gelangweilt auf Kundschaft. Als zwei Frauen das Büro betreten, wird das zunächst schwarz-weiße Bild farbig. Die Schwestern Emma Rose und Sarah Jane erkundigen sich nach dem Detektiv „Mr. Troy“. Als sich Troy als die Detektivin zu erkennen gibt, stellt sich Sarah Jane als „leitende Bibliothekarin“ für fünf Counties in Kansas vor. Sie seien – einer Intuition folgend – in Los Angeles auf der Suche nach ihrer Schwester, die sich in der Ausbildung befunden habe, um Sarah Janes Assistentin zu werden, nun aber seit 14 Monaten vermisst werde. Allerdings können sie sich eine Privatdetektivin eigentlich nicht leisten. Troy schickt Emma Rose zum nächsten Laden, um Getränke zu besorgen, während sie mit ihrer „großen Schwester“ Zahlungsoptionen diskutieren wolle. Als Troys Vorstellung einer Entschädigung erweist sich: Sex mit Sarah Jane. Als Emma Rose mit den Einkäufen zurückkehrt, fordert sie Troy zum Mitmachen auf. Nachdem sie sich in einer ausführlichen Sexszene von beiden Frauen befriedigen ließ, verspricht sie ihnen, ihre Schwester zu finden.
Unvermittelt wird mit einer Texteinblendung ein Einblick in die Zukunft der Spielshows in den „nächsten sechzig Jahren“ versprochen. Diese besteht anscheinend aus einer Quizsendung mit dem Titel Fuck the Girl Next Door, moderiert von „Wink Eubanks“ (Evan Stone). Als Teilnehmer tritt unter anderem der amerikanische Pornodarsteller und Regisseur William Margold (1943–2017) auf. Die Teilnehmer beantworten Fragen aus unterschiedlichen Wissensbereichen, deren richtige Beantwortung die als „Star“ auftretende Pornodarstellerin Calli Cox mit fortschreitendem Striptease belohnt. Als Hauptpreis werden 10.000 Doller und Sex mit Calli Cox versprochen. Die Quizsendung bildet damit ein (abgesehen vom Striptease) nicht-pornographisches Segment des Films.
Der Film wechselt wieder zur „Bibliothekarinnen“-Rahmenhandlung, die nun dünner wird: Zwei zuvor nicht in die Handlung eingeführte Bibliothekarinnen stehen zwischen Bücherregalen. Darstellerin Felecia, deren Rolle in den Credits nur als „Buttlicking Librarian“ bezeichnet wird, fordert ihre namenlose, von Kristina Black dargestellte Kollegin auf, ein Buch in einem anderen Regal unterzubringen. Als sich diese zu diesem Zweck bückt, wird dies zum Anlass für eine kurze Anilingus-Szene genommen. Nach einigen weiteren Minuten der Quizsendung folgt eine weitere Anilingus-Szene in der Bibliothek, nun zwischen Felecia und Summer Storm. Inzwischen hat das Gewinner-Pärchen der Spielshow Fuck the Girl Next Door seinen Preis gewonnen: 10.000 Dollar und Sex mit Calli Cox. Letzteres wird in der folgenden Szene mit Calli Cox, Monica Mayhem, Dillon Day und Evan Stone ausgiebig gezeigt.
Eine weibliche Off-Stimme fordert den Regisseur dazu auf, endlich mit der Detektivgeschichte weiterzufahren. Dies erfolgt, indem die Detektivin eine von Belladonna dargestellte Wahrsagerin mit Glaskugel aufsucht. Diese Konsultation resultiert schnell in einer Sexszene, der sich der von Belladonna offenbar durch Reiben der Glaskugel herbeibeschworene Dillon Day beigesellt. In der folgenden Szene wird Evan Stone in der Rolle als „Articulate wino“ („redegewandter Säufer“) von Kristina Black aufgefordert, „die Bibliothek“ (ein Wohnzimmer mit Couch und Regalen, in denen auch ein paar Bücher stehen) zu verlassen. Stattdessen haben die beiden Sex. Anschließend führt Detektivin Troy ihre Recherchen weiter, indem sie sich als Assistentin einer Ärztin ausgibt, die alle angehenden Bibliothekarinnen einem Gesundheitscheck unterzieht. Diese Untersuchung führt zu einer ausgedehnten lesbischen Gruppensex-Szene mit zahlreichen Darstellerinnen und auch zum Erfolg: Die vermisste Wanda June Canfield ist gefunden. 
Die Handlung wird ins Jahr 2002 verlegt, um die zukünftige Karriere der Detektivin Troy zu schildern, die von sich selbst sagt, dass sie nicht zu altern scheine. 2002 wird sie von einem pleite gegangenen ehemaligen „Dotcom-Millionär“ namens Lloyd „RatBoy“ Prentice engagiert, dargestellt ebenfalls von Evan Stone. Sie soll ermitteln, ob seine Ehefrau (dargestellt von Gauge), ebenfalls eine Bibliothekarin, ihn betrüge. Nachdem sie keine Beweise dafür finden konnte und mit Prentices letztem Geld verschwindet, bleibt ihm nichts anderes übrig, als auftauchenden Gläubigern seine teuren Kleider zu überlassen. Den Film beschließt eine Sexszene zwischen Prentice und seiner Frau.

## Veröffentlichung
Der Film wurde auf DVD veröffentlicht, unter anderem beim Label HOT Video (DVD 162).